# ایسترن استرالیا ایرلاینز
ایسترن استرالیا ایرلاینز (به انگلیسی: Eastern Australia Airlines) یک شرکت هواپیمایی با کد یاتا QF است که در تاریخ ۱۹۴۹ میلادی تأسیس شده است. دفتر مرکزی ایسترن استرالیا ایرلاینز در ماسکوت، استرالیا واقع شده‌است و قطب این شرکت هواپیمایی در فرودگاه سیدنی و فرودگاه ملبورن قرار دارد و به ۱۶ مقصد، پرواز انجام می‌دهد.